# Zaroślak rdzawouchy
Zaroślak rdzawouchy (Atlapetes rufigenis) – endemiczny gatunek małego ptaka z rodziny pasówek (Passerellidae). Znany jest tylko z niewielkiego obszaru w zachodnim Peru. Uznawany za gatunek najmniejszej troski.

## Systematyka
Gatunek po raz pierwszy zgodnie z zasadami nazewnictwa binominalnego opisał Osbert Salvin, nadając mu nazwę Buarremon rufigenis. Opis ukazał się w 1895 roku w Novitates zoologicae: a journal of zoology in connection with the Tring Museum. Autor jako miejsca typowe wskazał Huamachuco w regionie La Libertad oraz Cajabamba w regionie Cajamarca w Peru. IOC nie wyróżnia podgatunków. Dawniej za jego podgatunek uznawany był zaroślak czarnooki (A. forbesi). Zaroślak rdzawouchy wraz z zaroślakiem inkaskim i zaroślakiem czarnookim tworzą nadgatunek.

### Etymologia
- Atlapetes: połączenie słowa Atlas z gr. πετης petēs – „lotnik” (gr. πετομαι petomai – „latać”)[11].
- rufigenis: łac. rufus – „rudy, rudowłosy”, łac. gena – „policzek”[12].

## Morfologia
WyglądNie występuje dymorfizm płciowy. Niewielki ptak ze stosunkowo krótkim, grubym u nasady dziobem w kolorze czarnym. Szczęka i żuchwa są lekko zakrzywione. Tęczówki brązowe. Nogi ciemnobrązowe. Górna część głowy i potylica, kark, policzki i boki głowy rdzawe. Gardło i podgardle białawe. Od dzioba odchodzą w dół szyi mało wyraźne czarne wąsy. Nad nimi białawe paski policzkowe. Górne pokrywy skrzydeł ciemnoszare. Lotki czarniawe z jaśniejszymi stalowoszarymi obrysami. Ogon długi, niestopniowany, wszystkie sterówki w kolorze szarym. Brzuch i dolna część ciała jasnoszare.
Wymiary
- długość ciała: 17,5–18 cm
- długość ogona: 8,9–9,8 cm
- długość skrzydła: 8,6–9,8 cm
- długość dzioba: 1,8–1,9 cm
- masa ciała: 44 g[5].

## Zasięg występowania
Zaroślak rdzawouchy jest spotykany tylko na niewielkim obszarze w Andach, w środkowo-zachodniej części Peru. W górnej dolinie rzeki Marañón, gdzie występuje na zachodnich zboczach doliny od południowych części regionu Cajamarca do południa regionu Ancash. Jego obszar występowania jest prawdopodobnie większy i rozciąga się na wschód od górnej Marañón, jednak tereny te są bardzo słabo dostępne i brak obserwacji w tych rejonach. Występuje na wysokości od 3200 do 4600 m n.p.m.

## Ekologia
Zaroślak rdzawouchy jest gatunkiem endemicznym. Jego głównym habitatem są wilgotne zarośla górskie i lasy Polylepis w wysokich Andach. Brak jest szczegółowych informacji o jego diecie. Prawdopodobnie jest gatunkiem wszystkożernym, zjadającym nasiona, owoce oraz owady.

### Rozmnażanie
Brak szczegółowych informacji o rozmnażaniu, gniazdach i jajach. Młode osobniki widziane były w lutym, marcu i czerwcu.

## Status
Zaroślak rdzawouchy wpisany jest do Czerwonej księgi gatunków zagrożonych IUCN jako gatunek najmniejszej troski (LC, Least Concern) od 2022 roku; wcześniej, od 2004 był uznawany za gatunek bliski zagrożenia (NT, Near Threatened). Jego zasięg występowania według szacunków organizacji BirdLife International obejmuje tylko około 22,2 tys. km². Liczebność populacji nie jest oszacowana, ale gatunek jest uznawany za dosyć pospolity, jednak występujący plamowo. BirdLife International uznaje trend liczebności populacji za stabilny, ponieważ utrata ich środowiska jest znikoma, ale gatunek ten ma ograniczony swój zasięg występowania do lasów z roślin rodzaju Polylepis . BirdLife International wymienia dwie ostoje ptaków IBA, w których ten gatunek występuje, obie w Peru, są to: Park Narodowy Huascarán i Champará.